# Il ragazzo
Il ragazzo (titolo originale The Beautiful Boy) è un libro di Germaine Greer, pubblicato nel 2003.

## Trama
Il libro è scritto con l'intento di mostrare la bellezza maschile nei tempi alle donne, e quindi si mostrano dipinti, statue e fotografie.

## Critica
La copertina originale ritraeva Björn Andrésen, un attore e musicista svedese, ma l'inserimento di tale foto non aveva ottenuto il suo consenso.

## Edizioni
- Germaine Greer, Il ragazzo, collana Arte, L'Ippocampo, 2004,  p. 256, ISBN 88-88585-42-7.